# All-Time Greatest Hits (Barry White)
All-Time Greatest Hits è un greatest hits del cantante statunitense Barry White, pubblicato nel 1994 dalla Mercury Records/Universal Music Group.

## Tracce
1. Love's Theme - 4:08
2. I'm Gonna Love You Just a Little More, Baby - 3:59
3. I've Got So Much to Give - 5:18
4. Never, Never Gonna Give You Up - 4:07
5. Honey Please, Can't Ya See - 3:13
6. Can't Get Enough of Your Love, Babe - 3:52
7. You're The First, The Last, My Everything - 3:24
8. What Am I Gonna Do with You - 3:34
9. I'll Do for You Anything You Want Me To - 4:10
10. Let the Music Play - 3:30
11. You See the Trouble with Me - 3:20
12. Baby, We Better Try to Get It Together - 4:36
13. Don't Make Me Wait Too Long - 4:36
14. I'm Qualified to Satisfy You - 3:08
15. It's Ecstasy When You Lay Down Next to Me - 3:25
16. Playing Your Game, Baby- 3:36
17. Oh, What a Night for Dancing - 3:15
18. Your Sweetness Is My Weakness - 4:12
19. Just the Way You Are - 4:10
20. Satin Soul - 4:12